# Arctia alba
Arctia alba là một loài bướm đêm thuộc phân họ Arctiinae, họ Erebidae.